# Buiten-Nieuwlandsepolder
Buiten-Nieuwlandsepolder is een polder bij Hoek van Holland in de gemeente Rotterdam in de provincie Zuid-Holland.
De Buiten-Nieuwlandsepolder of Binnenpolder werd in 1777 bedijkt. De polder grenst in het noorden aan de Nieuwlandse polder en het Staelduinse Bos, en in het zuidenoosten aan het Oranjekanaal en Oranjepolder.